# Ray Harryhausen

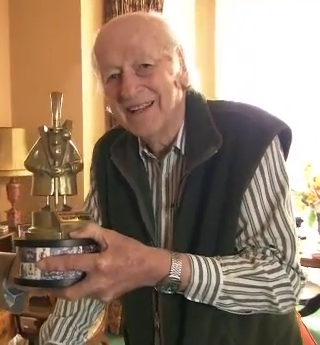
Ray Harryhausen (2010)

Raymond Frederick „Ray“ Harryhausen (* 29. Juni 1920 in Los Angeles; † 7. Mai 2013 in London) war ein US-amerikanischer Tricktechniker, der durch den Einsatz von Stop-Motion in Filmen wie Sindbads 7. Reise und Jason und die Argonauten bekannt wurde. Bei vielen seiner Filme war er auch als Produzent tätig.

## Wirken
Ray Harryhausen stammte aus einer Familie deutscher Einwanderer, die ursprünglich „Herrenhausen“ hieß.
Harryhausen entwickelte die Stop-Motion-Technik seines Lehrers Willis O’Brien zur Perfektion. Stop-Motion war lange Zeit wegweisend für Spezialeffekte beim Film. Harryhausen erweckte damit zahlreiche Fabelwesen, Dinosaurier und Geister auf der Leinwand zum Leben. Weltberühmt wurden unter anderem die Szenen aus den Sindbad-Filmen und die Kampfsequenzen aus Jason und die Argonauten.
Mit der Entwicklung neuer Tricktechniken seit Ende der 1970er Jahre – zunächst durch die Go-Motion-Technik und später insbesondere durch die Möglichkeiten der Computeranimation – hat Stop-Motion seine Bedeutung als Tricktechnik in Spielfilmen verloren. Dennoch berief sich noch Regisseur Peter Jackson bei den Spezialeffekten zu seiner Film-Trilogie Der Herr der Ringe auf die Harryhausen-Filme.
Ray Harryhausen lebte bis zu seinem Tod mit seiner Frau in London.

## Auszeichnungen und Ehrungen
Im Verlaufe seiner Karriere wurde Harryhausen von der Academy of Science Fiction, Fantasy & Horror Films mehrere Male für den Saturn Award nominiert und mit mehreren Auszeichnungen geehrt. 1975 erhielt er für seine Arbeit an Sindbads gefährliche Abenteuer die Golden Scroll. Im Jahr 1982 wurde ihm der Life Career Award zugesprochen, ein Jahrzehnt darauf erhielt er den Special Award. 2006 schließlich wurde er erneut für sein Lebenswerk geehrt und nahm den George Pal Memorial Award entgegen.
Bei der Verleihung des Annie Award wurde ihm 1991 der Winsor McCay Award zugesprochen, 2003 gewann er einen Annie Award.
1992 erhielt er für sein Lebenswerk einen Ehren-Oscar, den Gordon E. Sawyer Award. 2003 ehrte ihn Hollywood mit einem Stern auf dem Hollywood Walk of Fame. In Deutschland steht Harryhausens Lebenswerk im Zentrum der von Rolf Giesen entworfenen Dauerausstellung „Künstliche Welten“ im Filmmuseum Berlin.
Im Computer-Animationsfilm Die Monster AG aus dem Jahre 2001 heißt ein beliebtes Restaurant „Harry Hausen“, wodurch an den Wegbereiter der Animationstechnik erinnert werden soll.
Im Zuge der Verleihung des Empire Award im Jahr 2004 erhielt Harryhausen für sein Wirken den Empire Inspiration Award.
2005 wurde er in die Science Fiction Hall of Fame aufgenommen.
2006 wurde er mit Festival Honors auf dem eDIT Filmmaker’s Festival in Frankfurt am Main ausgezeichnet.
2008 erhielt er den Karl Edward Wagner Award.
2010 wurde er aus Anlass seines 90. Geburtstages von der BAFTA mit einem Special Award ausgezeichnet.

## Filmografie (Auswahl)
- 1942: How to Bridge a Gorge
- 1942: Tulips Shall Grow
- 1946: Mother Goose Stories
- 1949: The Story of Little Red Riding Hood
- 1949: Panik um King Kong (Mighty Joe Young)
- 1951: Hansel and Gretel
- 1951: Rapunzel
- 1951: The Story of King Midas
- 1953: Panik in New York (The Beast from 20,000 Fathoms)
- 1955: Das Grauen aus der Tiefe (It Came from Beneath the Sea)
- 1956: Fliegende Untertassen greifen an (Earth vs. the Flying Saucers)
- 1956: Die Tierwelt ruft (The Animal World)
- 1957: Die Bestie aus dem Weltenraum (20 Million Miles to Earth)
- 1958: Sindbads siebente Reise (The 7th Voyage of Sinbad)
- 1960: Herr der drei Welten (The 3 Worlds of Gulliver)
- 1961: Die geheimnisvolle Insel (Mysterious Island)
- 1963: Jason und die Argonauten (Jason and the Argonauts)
- 1964: Die erste Fahrt zum Mond (First Men in the Moon)
- 1966: Eine Million Jahre vor unserer Zeit (One Million Years B.C.)
- 1969: Gwangis Rache (The Valley of Gwangi)
- 1973: Sindbads gefährliche Abenteuer (The Golden Voyage of Sinbad)
- 1977: Sindbad und das Auge des Tigers (Sinbad and the Eye of the Tiger)
- 1981: Kampf der Titanen (Clash of the Titans)
- 2010: Burke & Hare – als Schauspieler

## Schriften (Auswahl)
Bildbände
- Film Fantasy Scapbook. London / New York 1972.
- mit Tony Dalton: The Art of Ray Harryhausen. Billboard Books, 2006, ISBN 0-8230-8400-0.
- mit Tony Dalton: Ray Harryhausen: An Animated Life. Billboard Books, 2004, ISBN 0-8230-8402-7.

Mitarbeit
- Ray Bradbury: Sauriergeschichten. (Dinosaur Tales, 1983), Bastei-Lübbe, Bergisch Gladbach, 1985[5], (Harryhausen als Verfasser des Vorwortes).
- Piccolo Puppenspiele (Hrsg.): … und eine Saite spannen vom Herzen zum Verstand. Bonn 2003, (Festschrift zum 20-jährigen Bühnenjubiläum des Puppenspielers Gerd J. Pohl mit einem Beitrag von Harryhausen).